# Sikkerhedsgodkendelse
En sikkerhedsgodkendelse er en status, der tildeles for at en person kan få adgang til klassificeret materiale eller -områder efter en personundersøgelse.
Når man foretager en personundersøgelse i forbindelse med en sikkerhedsgodkendelse, lægges der typisk vægt på oplysninger om en persons pålidelighed i forbindelse med håndteringen af klassificeret materiale og viden, strafbare forhold, alkohol- eller narkotikamisbrug, økonomiske problemer samt andre oplysninger af sikkerhedsmæssig betydning der kan gøre personen sårbar overfor udnyttelse i forbindelse med eksempelvis kriminalitet, spionage eller industrispionage. Jo højere klassifikationsniveau personen skal godkendes til, jo dybere er personundersøgelsen.
En sikkerhedsgodkendelse i sig selv er ikke nødvendigvis nok til at få adgang til alt klassificeret materiale der ellers er klassificeret på personens sikkerhedsniveau ud fra princippet "need to know". Hvis en person eksempelvis er sikkerhedsgodkendt på grund af et arbejde med klassificeret IT-udstyr har man ikke nødvendigvis behov for at kende statsoverhovedets detaljerede rejseplaner.

## I Danmark
I Danmark foretages personundersøgelser af Politiets Efterretningstjeneste (PET). Sikkerhedsgodkendelsen varetages af den myndighed eller firma, der bestiller personundersøgelsen hos PET. For ansatte og samarbejdspartnere med Politiet er det desuden PET selv, der står for selve sikkerhedsgodkendelsen. For ansatte og samarbejdspartnere med Forsvaret er det Forsvarets Efterretningstjeneste (FE), der står for sikkerhedsgodkendelsen. Dette gælder bl.a. Den Kongelige Livgardes værnepligtige, der skal sikkerhedsgodkendes før de kan deltage i bevogtningen af de kongelige slotte og palæer samt kongefamilien.
I 2021 blev 35.000 personer i Danmark undersøgt med henblik på en sikkerhedsgodkendelse.

## Klassifikationsniveauer
Der findes i Danmark, NATO og EU 4 niveauer af godkendelse (i stigende rækkefølge):
| Dansk klassifikation   | NATO klassifikation     | EU klassifikation | Betydning                                                                                 |
| ---------------------- | ----------------------- | ----------------- | ----------------------------------------------------------------------------------------- |
| Til Tjenestebrug (TTJ) | NATO Restricted (NR)    | Restreint UE      | Informationer der ikke må offentliggøres eller komme uvedkommende til kendskab.           |
| Fortroligt (FTR)       | NATO Confidential (NC)  | Confidentiel UE   | Informationer der vil kunne forvolde Danmark/NATO-/EU-lande skade.                        |
| Hemmeligt (HEM)        | NATO Secret (NS)        | Secret UE         | Informationer der vil kunne forvolde Danmark/NATO-/EU-lande alvorlig skade.               |
| Yderst Hemmeligt (YHM) | Cosmic Top Secret (CTS) | Très Secret UE    | Informationer der vil kunne forvolde Danmark/NATO-/EU-lande overordentlig alvorlig skade. |